# Jožef Straub
Jožef Straub, baročni kipar, * 17. marec 1712, Wiesensteig, Nemčija, † 25. marec 1756, Maribor.
Straub izhaja iz pomembne srednjeevropske kiparske družine. Po začetnem šolanju v očetovi delavnici v Wiesensteigu je verjetno nadaljeval delo pri bratu Filipu Jakobu v Gradcu. Na Slovenskem se prvič omenja 1736, ko je delal kot pomočnik ljubljanskega kiparja Henrika Löhra, s katerim pa se je razšel, ker je ustvarjal na svojo roko. Leta 1743 se je kot avtor Kužnega znamenja prvič pojavil v Mariboru. Tu se je leta 1746 poročil z Marijo Jožefo Cowalter. Po Straubovi smrti je kiparsko delavnico prevzel njegov pomočnik Jožef Holzinger.